# Deu negrets (pel·lícula)
 Deu negrets  (original: And Then There Were None) és una pel·lícula estatunidenca dirigida per René Clair, estrenada el 1945 i doblada al català.

## Argument
El guió reprèn la trama de la novel·la d'Agatha Christie Deu negrets. Deu personatges es troben aïllats en una illa d'on és impossible escapar-se. Moren uns després dels altres assassinats de diverses maneres. Aviat, només en queden nou, vuit, set, etc.
El got d'alcohol enverinat, la forta dosi de calmants, el cop de revòlver, la destral, l'ofegament, el pany de paret que es desploma...
El final de la pel·lícula, tanmateix, difereix de la versió de la novel·la.
La realització és molt clàssica; cadascun dels actors té el paper d'un personatge caricaturesc de novel·la de misteri dels anys 1930: l'aristòcrata rus decadent, la vella filla, l'explorador, el general de l'exèrcit de les Índies, el detectiu privat, el metge alcohòlic, el jutge, la vella parella de criats sense fill, la noia arruïnada.

## Repartiment
- Barry Fitzgerald: Jutge Francis J. Quinncannon
- Walter Huston: Dr. Edward G. Armstrong
- Louis Hayward: Philip Lombard
- Roland Young: Detectiu William Henry Blore
- June Duprez: Vera Claythorne
- Mischa Auer: Príncep Nikita 'Nikki' Starloff
- C. Aubrey Smith: General Sir John Mandrake
- Judith Anderson: Emily Brent
- Richard Haydn: Thomas Rogers
- Queenie Leonard: Ethel Rogers
- Harry Thurston: Fred Narracott

## Premis i nominacions
- Lleopard d'or al Festival de Locarno